# Arte contemporanea
L'arte contemporanea è l'insieme di movimenti e tendenze artistiche sorte nel periodo successivo alla seconda guerra mondiale, anche se questa periodizzazione non sempre viene (o può essere) rigorosamente rispettata.
L'arte creata o rappresentata dalla fine del modernismo è alcune volte chiamata "arte postmoderna", tuttavia postmodernismo si può riferire sia al contesto storico che all'approccio estetico utilizzato; per di più molti lavori di artisti contemporanei non presentano quegli elementi chiave che caratterizzano l'estetica postmoderna. L'aggettivo contemporanea può quindi essere preferito perché più inclusivo. Come nelle ricerche critiche di altre discipline comunque, il termine contemporaneo indica che il periodo di interesse e di studio in oggetto non ha esaurito le sue spinte propulsive ma che, invece, sono ben vive nel presente e proprio per questo di difficile definizione.
L'arte contemporanea è caratterizzata da opere prodotte con tecniche e linguaggi interdipendenti, tra queste: videoarte, Video installazione, pittura, fotografia, scultura, arte digitale, disegno, musica, happening, fluxus, performance, installazioni.

## Tendenze nell'arte contemporanea
Forse l'aspetto che definisce meglio l'arte contemporanea è la difficoltà di definirla criticamente. Prima della fine degli anni sessanta, infatti, la maggior parte delle opere poteva essere etichettata facilmente come frutto di una particolare scuola pittorica. Anche negli anni settanta e ottanta si possono notare certe tendenze come l'arte concettuale, performance art, arte femminista, pop art, graffiti. L'arte dopo l'era moderna si è trasformata seguendo anche i cambiamenti economici, globali, politici e socioculturali. La sempre maggior velocità e mole di scambi di idee, risorse economiche, informazioni e cultura intorno al globo avviene anche nel mondo dell'arte. Molte delle barriere e distinzioni all'interno dell'arte sono cadute, contribuendo ad una vivacità e multidisciplinarità tipica dell'arte contemporanea che ne ha fatto spesso la sua ragione d'essere.
L'arte contemporanea non va confusa con i lavori dell'arte moderna, nonostante le tendenze e i movimenti si possano direttamente riferire al modernismo. Molte delle direzioni dell'arte moderna sono coinvolte nell'esplorazione base della pittura, per esempio del colore, del colpo di pennello e della tela di canapa. Il filosofo e critico d'arte Arthur Danto ha asserito che il modernismo (inteso come storia dell'arte stessa) è arrivato alla sua fine con la realizzazione delle scatole Brillo di Andy Warhol, le quali hanno funzionato come arte stessa nonostante fossero altamente distinguibili dalle loro controparti della realtà. Queste sculture quindi hanno segnato la fine tra oggetti d'arte e oggetti non artistici.
Si tratta di un fenomeno che ha avuto nello studio e nella ricerca su sé stesso parte importante della sua realtà.
Lo studio degli strumenti artistici spesso innovativi e l'uso degli stessi senza altro fine, hanno caratterizzato molta parte di ciò che possiamo definire arte contemporanea.
Quest'ultimo aspetto va sostanzialmente ricondotto all'influenza ancora presente, in parte dell'attuale sistema dell'arte, della filosofia postduchampiana secondo la quale ogni oggetto può diventare arte. Di qui il fiorire di ricerche artistiche basate su una continua sperimentazione ed utilizzo di materiali nuovi e delle installazioni. Questo tipo di ricerca a volte esasperata della novità, in un sistema di mercato controllato, in gran parte, da pochi gruppi finanziari a livello globale è caratterizzata spesso dall'assenza di criteri oggettivi per valutare la qualità artistica delle varie espressioni, viene contestata da alcuni critici ed uomini di cultura. Altri, compresi alcuni nuovi gruppi artistici, ne hanno messo in evidenza gli aspetti di degrado culturale, il conformismo e l'assenza di contenuti e poetiche profondi.
Tra le nuove tendenze artistiche contemporanee più recenti, rappresentate attraverso la fondazione di nuovi gruppi e movimenti artistici, presenti nel panorama artistico contemporaneo italiano, si trova la Transavanguardia. Arte povera,Transavanguardia italiana, Il Meta surrealismo fusione tra Metafisica e surrealismo nata a New York, sono state le linee dell'arte contemporanea italiana capaci di varcare i confini nazionali.

## Istituzioni
L'arte contemporanea è promossa dai musei di arte contemporanea, dalle gallerie, da istituzioni culturali e dagli artisti stessi, che si organizzano in collettivi e dirigono a loro volta organizzazioni. Gli artisti si sostengono con la vendita delle loro opere, con la produzione di lavori commissionati, con finanziamenti, premi e residenze d'arte.
Contribuiscono alla produzione dell'arte contemporanea gli artisti, i critici, i curatori, i mercanti, le istituzioni, le mostre, le biennali; questi diversi attori costituiscono il cosiddetto il sistema (detto anche il mondo) dell'arte contemporanea, strettamente connesso al mercato dell'arte.

## Storia
Elenco dei movimenti artistici suddivisi per decenni: 
| - Antipodeans - Arte balinese - Arte seriale - Arte sovietica nonconformista - Astrazione lirica - CO.BR.A. - Color field - Espressionismo astratto - Espressionismo figurativo americano - Espressionismo figurativo di New York - Generaciòn de la Ruptura - Gruppo Gutai - Movimento figurativo della Bay Area - Movimento Plasticien - New York School - Pop art - Red Shirt School of Photography - Regionalismo americano - Scuola Viennese del Realismo Fantastico - Situazionismo - Stampa lenticolare - Tachisme - Washington Color School | - Antiform - Art & Language - Arte cinetica - Arte concettuale - Arte digitale - Arte povera - Arte psichedelica - Astrazione lirica - BMPT - Chicano Art Movement - Color field - Espressionismo astratto - Espressionismo figurativo americano - Fluxus - Happening - Hard edge painting - Imagisti astratti - Imagisti di Chicago - Land art - Mono-Ha - Movimento figurativo della Bay Area - Neo-Dada - New York School - Nouveau Réalisme - Op art - Plop art - Pop art - Post-painterly abstraction - Soft sculpture - Stampa lenticolare - Systems art - Videoarte - Video installazione - Zero (arte) | - Arte ambientale - Arte femminista - Arte povera - ASCII art - Bad Painting - Body art - COUM Transmissions - Fotorealismo - Froissage - Funk art - Haitian art - Installazione (arte) - Iperrealismo - Land art - Libro d’arte - Lowbrow - Light and Space - Minimalismo - Mail art - Olografia - Papunya Tula - Pattern and Decoration - Performance art - Process art - Site-specific - Rinascita pittorica Warli - Robotic art - Videoarte - Wild Style (writing) | - Architettura postmoderna - Arte ambientale - Arte contemporanea indigena australiana - Arte elettronica - Arte frattale - Arte nella Natura - Arte neoconcettuale - Arte trasgressiva - Citazionismo - Culture jamming - Demoscene - Figuration Libre - Graffitismo - Institutional Critique - Medialismo - NAMES Project AIDS Memorial Quilt - Neoespressionismo - Neo-pop - Neue Slowenische Kunst - Performance art - pittura colta - Site-specific - Sound art - Tardo modernismo - Transavanguardia - Trattismo - Arte poetica - Vancouver School - Video installazione |  | - Art intervention - Arte contemporanea aborigena australiana - Arte digitale - Arte relazionale - BioArt - Body art - Cyberarts - Gruppo Aniconismo Dialettico - Information art - Internet art - Massimalismo - Massurrealism - Neue Leipziger Schule - New European Painting - New media art - Neorealismo magico - Realismo cinico - Site-specific - Software art - Transvisionismo - Tactical media - Taring Padi - Toyismo - Verdadismo - Young British Artists | - Altermodern - Arte ambientale - Arte di strada - Arte videoludica - Arte virtuale - Context-specific - Eccessivismo - Idea art - Fight-specific - Metamodernismo - Movimento Kitsch - Post-contemporary - Pseudorealismo - Realismo cinico - Realismo classico - Renewable energy sculpture - Stucchismo - Site-specific - Superflat - Superstroke - VJing - Arte Resilienca - Land Art Industriale - Light Art |